# Molenpad 15-17

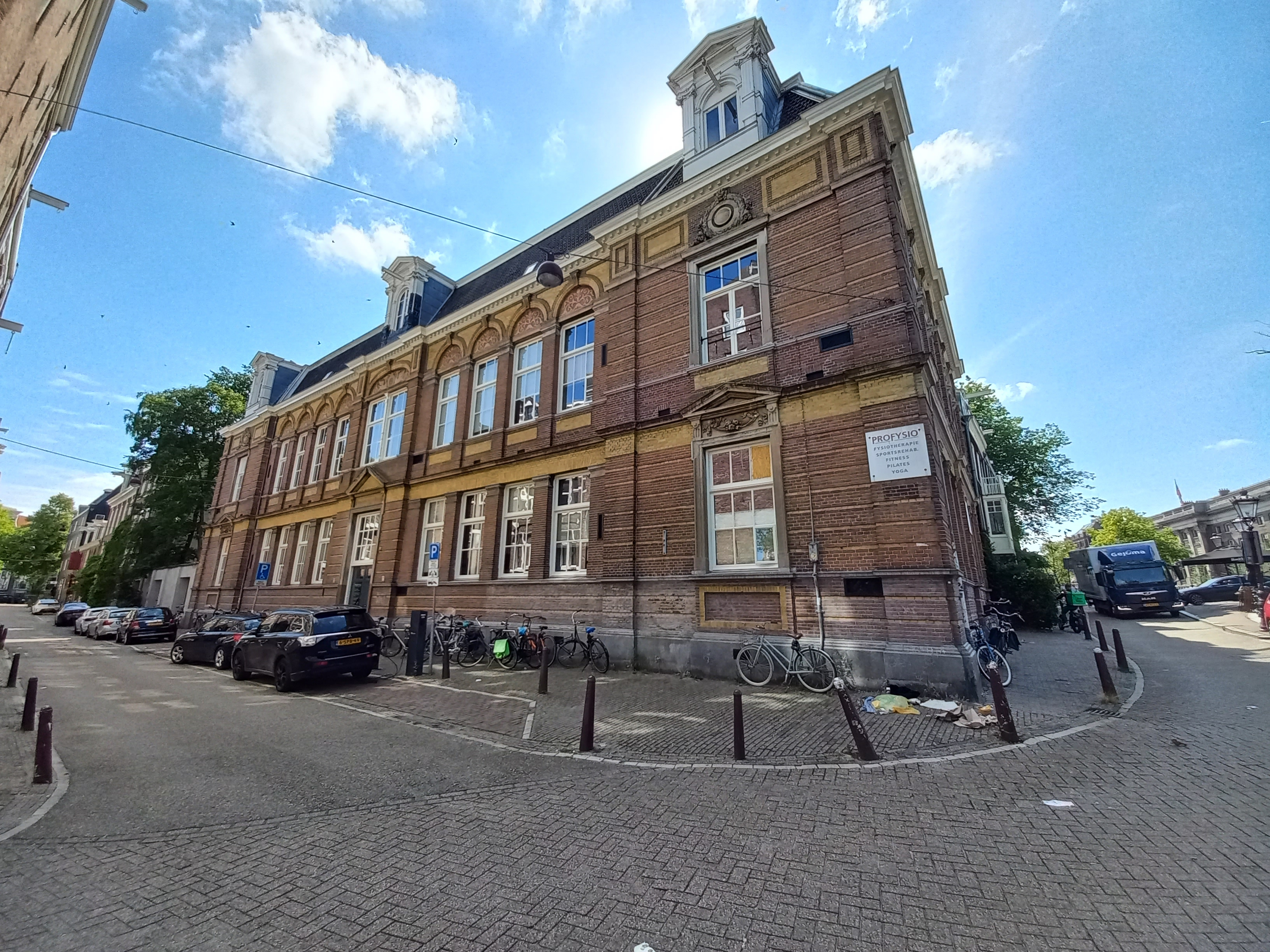
Molenpad 15-17 (juli 2025)

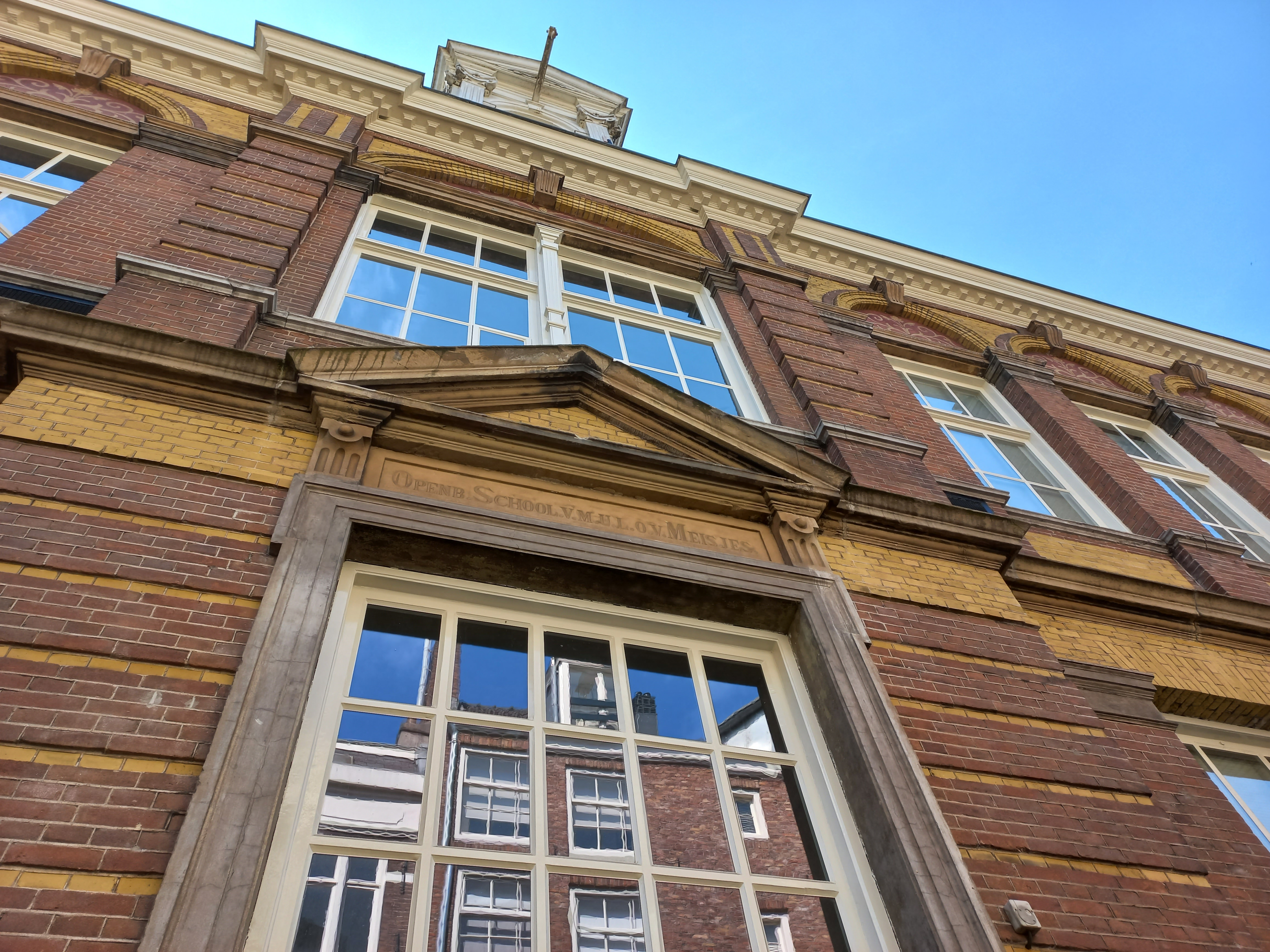
Openbare meisjesschool (juli 2025)

Het gebouw Molenpad 15-17 is een voormalig schoolgebouw in Amsterdam-Centrum.
Het pand is gelegen op de hoek van de Prinsengracht en Molenpad. Het gebouw stond bekend onder Prinsengracht 663 en 665, maar door de nieuwbouw in 1883 kreeg het een toegangsdeur aan het Molenpad. De Prinsengracht kent in 2017 geen huisnummers 663 en 665.

## Geschiedenis
Op deze plaats stond eerst de stadsschermschool. Dit schoolgebouw werd later omgebouwd tot Nieuwe Waalenkerk (Nieuwe Waalsekerk). Er was toen een enorme toestroom aan Franse (geloofs-)vluchtelingen, zodat de "oude" Waalsekerk te klein werd. Die gemeente van de Waalsekerk liet vanaf 1841 aan de Keizersgracht een nieuwe Nieuwe Waalse Kerk bouwen, begon pas in 1854 te bouwen en trok daar pas in 1856 in. Het gebouw aan de Prinsengracht diende nog als archiefruimte van notariële stukken, maar een onderwijzerswoning werd nog steeds gebruikt, onder meer door een vereniging van onderwijzers. In 1882 heeft Daniël de Lange nog zanglessen gegeven aan de school alhier.
In 1878 kwam er een voorstel op het gebouw te slopen en te vervangen door een nieuwe school, maar er volgde uitstel. Pas op 13 november 1882 volgde er een aanbesteding voor het slopen van het bestaande schoolgebouw en het bouwen van een openbare lagere school vierde klasse (dat wil zeggen duurste) voor meisjes.  De aannemer kon toen contact opnemen met de stadsarchitect van de Publieke Werken. Dat was toen Bastiaan de Greef met assistent Willem Springer, maar het is niet bekend of zij inderdaad het ontwerp hebben gemaakt (de dienst werkte als collectief). Een aannemer zag kans de werkzaamheden voor nog geen 55.000 gulden af te ronden. In juni 1883 werd geconstateerd dat het gebouw een dak had gekregen en dat men kon beginnen met het binnenwerk. Ingaande het schooljaar 1883 verwachtte de gemeente dat er een vol jaar kon worden lesgegeven aan de meisjes; het schoolgeld bedroeg 70 gulden. Dat was uiteindelijk te vlot, Pas in december 1883 konden de nieuwe leerlingen zich (laten) inschrijven bij de Agatha Dekenschool, de naam had zij in september 1883 gekregen. Aanmelden kon men bij hoofd van de school Martha Maria Theodora van Ferneij (1847-1919). Er werd daarbij vermeld dat belanghebbenden, die al meisjes aan een andere school hadden aangemeld voorrang kregen. De lessen startten pas na 1 februari 1884. De Agatha Dekenschool vertrok al rond 1901 naar een nieuw pand aan de Van der Veldestraat nabij de Willemsparkweg, de ouders uit die buurt vonden de afstand naar (een) school te groot. Het gebouw bleef echter dienen tot school (openbare school voor uitgebreid lager onderwijs met 3-jarigen cursus voor meisjes). Even later werd het een Vormschool voor onderwijzeressen aan bewaarscholen.
In 1937 vond de bestemming school hier haar eind. Toen begon de verhuur aan de NV Klankfilm Studio’s Van Wouw. De zolderetage was echter al/nog in gebruik bij de Openbare Bibliotheek Amsterdam, die op de Keizersgracht een (hoofd)vestiging had. Van Wouw werd na verloop van tijd een muziekinstrumentenhandel. De school hield het een tijd vol. In de jaren zestig had de al op leeftijd zijnde beeldhouwer Louise Beijerman hier haar atelier. In 1983 vestigde zich hier een fysiotherapiepraktijk, een dergelijk bedrijf is er in 2017 gevestigd.

## Rijksmonument
Het gebouw werd in 2002 tot rijksmonument benoemd met de volgende omschrijving. Het gebouw is opgetrokken in de neorenaissancestijl. Het geheel neergezet op een natuurstenen plint en bakstenen sokkel. Er is gebruik gemaakt van miskleurige waalklinkers, Friese gele steen, harde hardgrauwe steen in de achtergevel met zandstenen consoles, frontonstukken, guirlandes, cordonlijsten en architraafstukken. Dat alles met delen rustica staat onder een met pannen gedekte schildkap. Opvallend daarbij is het uiterlijk verschil tussen de begane grond en de eerste verdieping. De begane grond kent bijna uitsluitend rechthoekige motieven, de eerste etage  heeft boven de ramen allemaal boogconstructies. De kapverdieping begint boven de uitkragende kroonlijst met dakgoten, klossen, voluutvormige, gecanneleerde consoles. 
Aan het Molenpad zijn de buitenste en middelste raamgangen geplaatst in risalieten. Boven de buitenste ramen van de begane grond aldaar zijn frontons te zien met een guirlande daaronder; het middelste raamgang bevat de toegangsdeur met daarboven ook een frotnon maar met daaronder een (oorspronkelijk) geelkleurige Fries met in gefreesde tekst: "Openb. School.v.m.u.o.o.v.Meisjes". De vensters op de eerste verdieping hebben geelkleurige cassetten en de eerder genoemde bogen. In de boogvelden zijn sgraffitto-motieven te zien. Alle ramen (begane grond en eerste etage) zijn traditioneel onderverdeeld in zes vlakken (terwijl de ramen aan de Prinsengracht een traditionele vlaksegmentering hebben). Verder kan men aan de Molenpadkant nog pilasters zien. De drie dakkapellen boven de risalieten hebben ook pilasters en ook frontons. In het verleden stonden er op de kroonlijst nog balusters met vazen en kandelabers, deze zijn echter in de jaren zestig of zeventig gesneuveld.
Een gelijkend pand, ook dienende tot school, staat op Ferdinand Bolstraat 8.

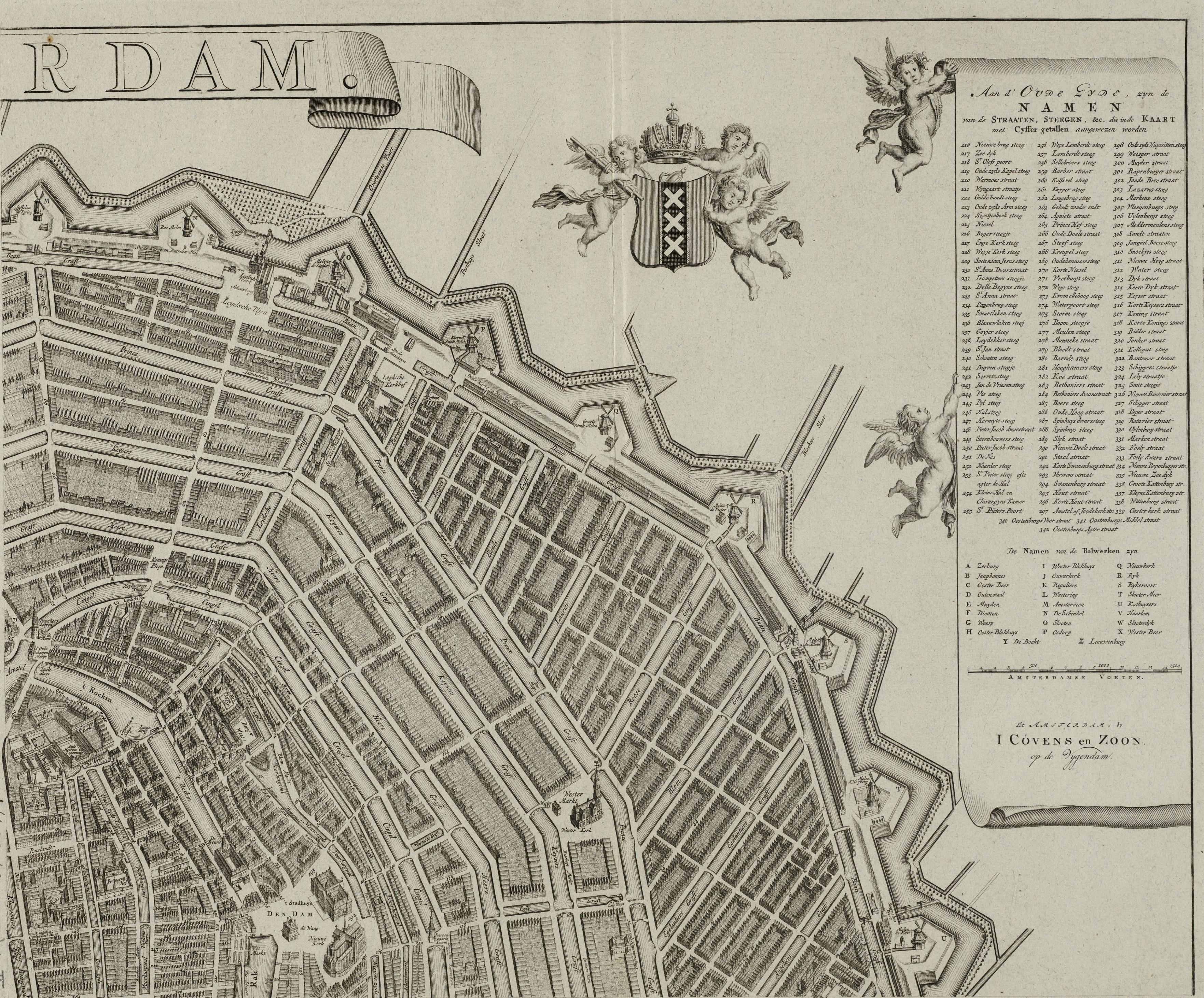
Op de kaart van Gerrit de Broen is de Nieuwe Waale-kerk aangegeven (1737)
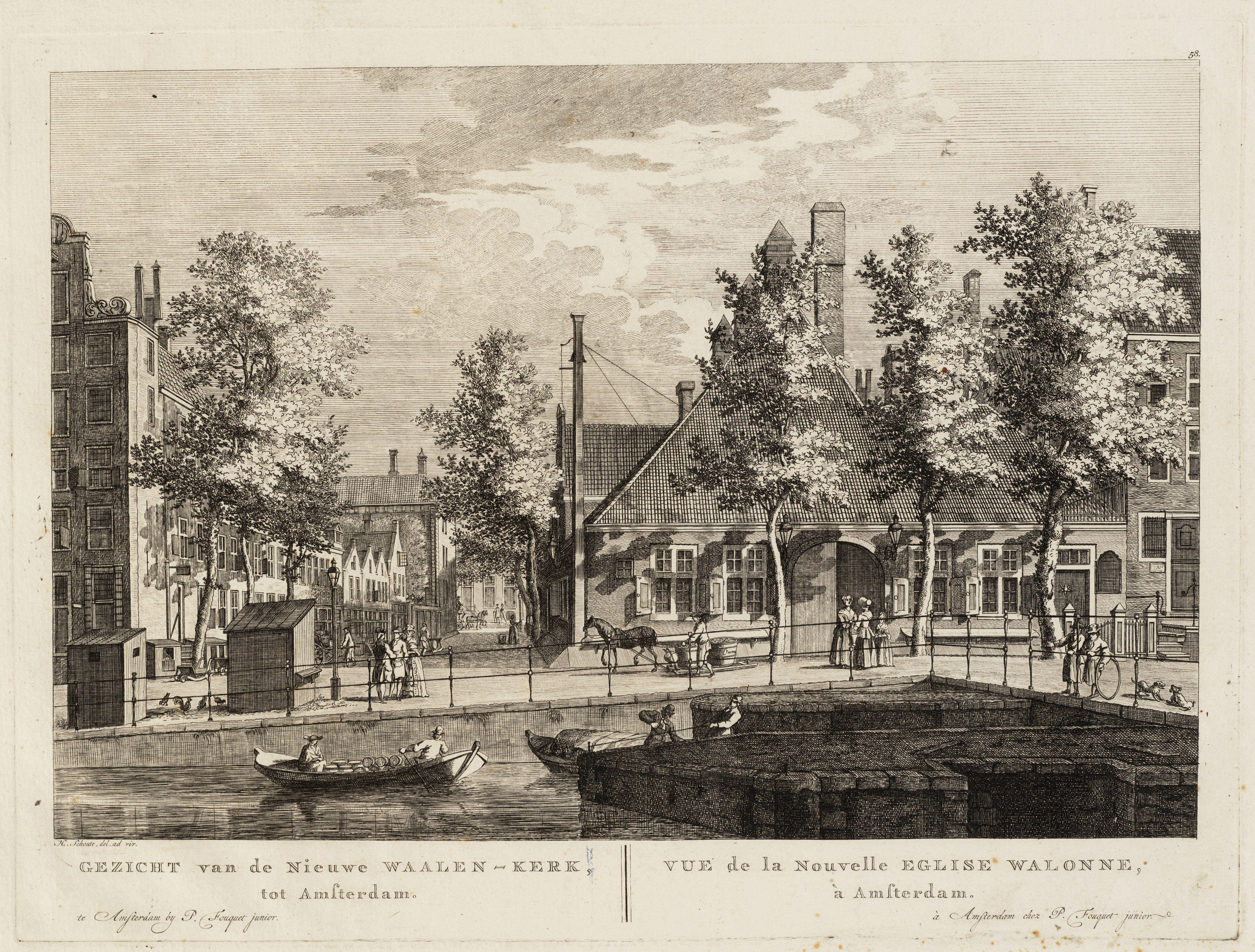
De Waalse kerk door Pierre Fouquet (18e eeuw)
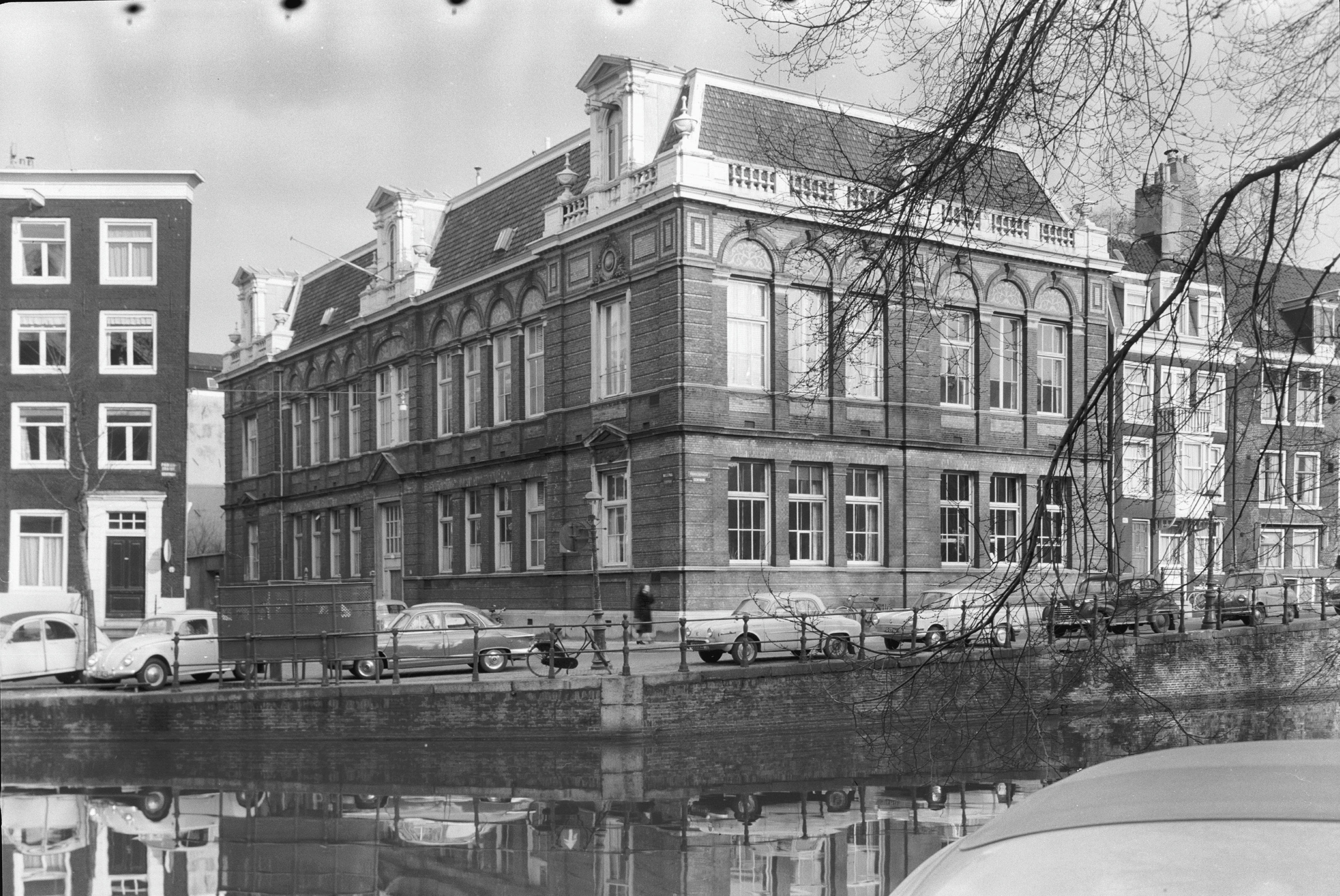
Het gebouw nog met de versieringen op de daklijst (1963)